# Ogre (Berg)
Der Ogre (eigentlich Baintha Brakk, gesprochen etwa Benta Brak) ist ein 7285 m hoher Berg im pakistanisch kontrollierten Teil des Karakorum bzw. der umstrittenen Region Kaschmir.

## Namensherkunft
Der Name Baintha Brakk leitet sich von der Alm Baintha am Biafo-Gletscher ab. Der Name Ogre bedeutet „Menschenfresser“ und geht auf William Martin Conway zurück, der zahlreiche englische Namen für Berge im Karakorum erfand.

## Lage
Der Ogre ist der höchste Gipfel des Panmah Muztagh, der dem berühmteren Baltoro Muztagh nordwestlich vorgelagerten Gruppe des Karakorum. Er erhebt sich nördlich des Biafo-Gletschers zwischen den Firnen des Simgang- und des Choktoigletschers. Südöstlich benachbart ist das Massiv der Latok-Gruppe. 2 km südsüdöstlich erhebt sich der 6960 m hohe Baintha Brakk II sowie diesem vorgelagert die Felsnadel Ogre’s Thumb.
Der Zugang erfolgt von Skardu und Askole über den Biafo-Gletscher nach Baintha. Von dort erreicht man über den Uzun-Brakk-Gletscher die Südseite und den Westgrat des Ogre.

## Besteigungsgeschichte
Die Erstbesteigung des als einer der schwierigsten Berge der Welt geltenden Ogre gelang erst 1977 Chris Bonington und Doug Scott gemeinsam mit Mo Anthoine und Clive Rowland über den Westgrat, die beiden letzteren spielten eine entscheidende Rolle beim dramatischen Rückzug, nachdem Doug Scott bei einem Abseilmanöver beidseitig einen Unterschenkelbruch und Chris Bonington weiter unten eine Rippenserienfraktur erlitt.
Danach scheiterten 20 Expeditionsteams beim Versuch einer Zweitbesteigung. Das gelang erst Thomas Huber, Iwan Wolf und Urs Stoecker am 21. Juli 2001 über den Südpfeiler.
Ein dritter Aufstieg auf einer neuen Route in der Südwand des Gipfels wurde am 21. August 2012 von den Amerikanern Kyle Dempster und Hayden Kennedy durchgeführt. Deren Landsmann Josh Wharton hatte sie ebenfalls auf dem Aufstieg begleitet, musste jedoch den Aufstieg auf ungefähr 6800 Metern wegen einer einsetzenden Höhenkrankheit abbrechen. Für diese Leistung wurden Dempster, Kennedy und Wharton mit dem Piolet d’Or im Jahr 2013 ausgezeichnet.